# 6-氨基-5-硝基吡啶-2-酮
6-氨基-5-硝基吡啶-2-酮又称6-氨基-5-硝基-2(1H)-吡啶酮（简写：Z），是一种八文字DNA的碱基，可以和5-氮杂-7-脱氮鸟嘌呤（P）配对。它可以通过6-氯-3-硝基-2-氨基吡啶在一定条件下的水解反应进行化学合成。